# 横車利三郎
横車 利三郎（よこぐるま りさぶろう、1869年〈明治2年〉 - 1910年〈明治43年〉1月10日）は、神奈川県川崎市出身（生まれは現東京都世田谷区(旧・武蔵国荏原郡）で武蔵川部屋に所属した元大相撲力士。本名は安藤 利三郎（旧姓:田中）。身長176cm，体重94kgと小兵だった。最高位は西前頭5枚目。横浜で人力車の車夫をしていた事から、四股名を付けた経緯がある。
1890年1月初土俵（序ノ口）。1894年5月新十両。しかし翌1895年、日清戦争に従軍したために、1年間本場所を休場した。帰国後の1896年1月場所では東十両8枚目で5勝4分けの無敗の成績を挙げ、優勝相当成績の栄誉を得た。翌1896年5月場所で新入幕。しかし小兵の上に、バクチ好きだった事が彼の現役生活に暗い影を落とした。1898年に博徒仲間と乱闘事件を起こし、協会から除名（永久追放ではなく、出場停止処分に相当）され、1月場所全休・5月場所番付外（西前頭14枚目相当）で復帰するという経験をしている。1899年5月場所より全休し、1900年1月場所限りで現役を引退した。
幕内通算8場所 19勝22敗2分2預35休の成績を残した。優勝相当成績1回（十両時代の1896年1月場所）。
改名歴なし
引退後は本格的に博徒に転身し、新聞沙汰になった事もあった。1910年1月10日に40歳（44歳説もある）で死去。